# Ormoy-lès-Sexfontaines
Ormoy-lès-Sexfontaines – miejscowość i gmina we Francji, w regionie Grand Est, w departamencie Górna Marna.
Według danych na rok 1990 gminę zamieszkiwały 53 osoby, a gęstość zaludnienia wynosiła 10 osób/km².